# Délnyugati csoport (NBA)
A Délnyugati csoport az NBA-ben a Nyugati főcsoportban a harmadik csoport az Északnyugati és a Csendes-óceáni csoport mellett. Ez vitathatóan a legkeményebb csoport a ligában. A Mavericks, a Rockets, a Grizzlies és a Spurs mind a már megszűnt Középnyugati csoportból, a Pelicans pedig a Keleti főcsoport Központi csoportjából jött (a Pelicans, amikor még Charlotte-ban játszottak, egy szezont ők is a Középnyugati csoportban töltöttek). A jelenlegi csoportfelosztások a 2004–05-ös szezon óta vannak érvényben.
A jelenlegi címvédő a Houston Rockets (2025).

## Csapatok
- Dallas Mavericks
- Houston Rockets
- Memphis Grizzlies
- New Orleans Pelicans
- San Antonio Spurs

## A Délnyugati csoport győztesei
- 2004–2005: San Antonio Spurs
- 2005–2006: San Antonio Spurs
- 2006–2007: Dallas Mavericks
- 2007–2008: New Orleans Hornets
- 2008–2009: San Antonio Spurs
- 2009–2010: Dallas Mavericks
- 2010–2011: San Antonio Spurs
- 2011–2012: San Antonio Spurs
- 2012–2013: San Antonio Spurs
- 2013–2014: San Antonio Spurs
- 2014–2015: Houston Rockets
- 2015–2016: San Antonio Spurs
- 2016–2017: San Antonio Spurs
- 2017–2018: Houston Rockets
- 2018–2019: Houston Rockets
- 2019–2020: Houston Rockets
- 2020–2021: Dallas Mavericks
- 2021–2022: Memphis Grizzlies
- 2022–2023: Memphis Grizzlies
- 2023–2024: Dallas Mavericks
- 2024–2025: Houston Rockets

### Csapatonként
| Csapat                       | Címek | Győztes szezonok                                                                                  |
| ---------------------------- | ----- | ------------------------------------------------------------------------------------------------- |
| San Antonio Spurs            | 9     | 2004–2005, 2005–2006, 2008–2009, 2010–2011, 2011–2012, 2012–2013, 2013–2014, 2015–2016, 2016–2017 |
| Houston Rockets              | 5     | 2014–2015, 2017–2018, 2018–2019, 2019–2020, 2024–2025                                             |
| Dallas Mavericks             | 4     | 2006–2007, 2009–2010, 2020–2021, 2023–2024                                                        |
| Memphis Grizzlies            | 2     | 2021–2022, 2022–2023                                                                              |
| New Orleans Hornets/Pelicans | 1     | 2007–2008                                                                                         |